# اوگما (حوزه سرشماری)، ویسکانسین
اوگما (به انگلیسی: Ogema) یک منطقهٔ مسکونی در ایالات متحده آمریکا است که در شهرستان پرایس، ویسکانسین واقع شده‌است. اوگما ۱۸۶ نفر جمعیت دارد و ۴۸۳٫۱۱ متر بالاتر از سطح دریا واقع شده‌است.